# رباط چهار حوض
رباط چهار حوض مربوط به سدهٔ ۷ ه‍.ق است و در شهرستان مشهد، روستای سلطان آباد واقع شده و این اثر در تاریخ ۱۰ دی ۱۳۸۱ با شمارهٔ ثبت ۶۶۶۷ به‌عنوان یکی از آثار ملی ایران به ثبت رسیده است.